# 御弓奏
御弓奏（おんたらしのそう/みたらしのそう）とは、毎年1月7日の七日節会の際に天皇が用いる弓、すなわち御弓（おんたらし/みたらし）を矢とともに献上する儀式。

## 概要
天皇が射場殿に出御した際に用いる弓矢を兵庫寮において製作し、毎年1月7日に兵部省から天皇に対する儀式である。後には内侍所を経由して献上された。『延喜式』の兵部省式には御弓奏の次第が、兵庫寮式には御弓の規格が載せられ、前者によれば、当日は兵部卿以下、兵部省・兵庫寮の官人が逢春門または承明門の外に列して、内舎人の奏上後に内裏の庭に参入して御弓と矢を献じ、兵部省の輔以上の者が代表して奏上の詞を読み上げた。後者によれば御弓は梓弓で弣に鹿角を入れてその上を緑の糸組の緒を巻き上げた物を用い、弓は50隻を1具として伊多都伎3種（角細・角太・木太）と麻麻伎をそれぞれ1具、合計4具を製作した。